# Francisco de Melo da Cunha de Mendonça e Meneses
Francisco de Melo da Cunha de Mendonça e Meneses (26 de abril de 1761 – 7 de abril de 1821) foi um militar e político português.
Foi monteiro-mor do reino, gentil-homem da câmara da rainha D. Maria I, grã-cruz da Ordem de Cristo e da Ordem de Nossa Senhora da Conceição, presidente do senado da Câmara de Lisboa, governador e capitão general do Algarve, governador da Torre de Belém, tenente-general, e um dos governadores do reino em 1807 e 1809.
Em 1802 o príncipe regente D. João (actuando em nome da rainha D. Maria I de Portugal) deu-lhe o título de 1º conde de Castro Marim e em 1808 o título de Marquês de Olhão.
Entre 1809 e 1820 foi reconduzido a governador do Reino de Portugal.

## Biografia
Entrou para o Exército como cadete, sendo promovido a alferes em maio de 1782, no Regimento de Infantaria N.º 4.
Sucedeu na casa dos Cunhas em 1778 a seu pai. Casou em 29 de novembro de 1783 com D. Joaquina Teles da Silva, filha dos marqueses de Penalva.
Foi promovido a capitão em setembro de 1786 e foi nomeado coronel do Regimento de Cascais em 1793.
Sucedeu ao seu primo Francisco de Melo no ofício de monteiro-mor do Reino em 16 de fevereiro de 1789.
Partiu para a Catalunha a 1793 participando, como comandante do seu regimento, em toda a campanha do Rossilhão, de 1793 a 1795, por este ter integrado a Divisão Auxiliar que foi apoiar o exército espanhol na guerra contra a República francesa.
Foi incluído na promoção que premiou os serviços prestados durante aquela expedição a Espanha, sendo graduado em marechal de campo. Em 1797 foi nomeado capitão-general e governador das Armas do Algarve.
Na Guerra de 1801 defendeu o Algarve de uma tentativa de invasão espanhola, o que lhe  valeu o título de Conde de Castro Marim, dado por decreto de 14 de novembro de 1802, outorgado para premiar o único feito de armas da Guerra de 1801, na Europa.
Em 1807, estando ao cargo do governo das armas do Algarve e já como tenente-general, as tropas francesas comandadas por Junot, entraram em Portugal. Com a ida da corte para o Brasil, foi nomeado presidente do Senado da Câmara de Lisboa e do Conselho de Regência, tendo regressado ao Algarve, quando Junot assumiu o governo de Portugal em nome de Napoleão.
Em junho de 1808, encontrando-se em Tavira, ocorreu no Algarve uma revolta contra a invasão francesa. Assumiu desde logo a presidência da junta que se constituiu em Faro. Quando as forças populares se congregaram para expulsar os soldados de Napoleão, o conde de Castro Marim comandou as tropas que então se organizaram no Algarve, passou ao Alentejo, chegou a Beja no dia 19 de Agosto, e seguindo depois para Lisboa.
A revolta do Algarve foi a primeira de que se teve notícia no Brasil, devido à notícias dadas por pescadores de Olhão que atravessaram o Atlântico até ao Rio de Janeiro numa embarcação de pesca.
Devido a esse feito foi nomeado marquês de Olhão em 21 de dezembro de 1808.
Encontrava-se nas imediações de Palmela quando foi assinada a convenção de Sintra, em 30 de Agosto, contra a qual protestou da mesma forma que fez o general das tropas do norte Bernardim Freire de Andrade.
Foi escolhido para integrar a nova Regência, e até 1820 exerceu os cargos da governador do reino e de membro do Conselho de Guerra. Depois da revolução de 1820 afastou-se dos negócios públicos, tendo falecido no ano seguinte.